# 佩西 (上加龙省)
佩西（法語：Peyssies，法語發音：[pesi]）是法国上加龙省的一个市镇，属于米雷区。

## 地理
佩西（43°19'16"N, 1°10'38"E）面积6.37 平方千米，位于法国奧克西塔尼大區上加龙省，该省份为法国西南部内陆省份，西南端与西班牙接壤，自此顺时针与上比利牛斯省、热尔省、塔恩-加龙省、塔恩省、奥德省和阿列日省接壤。
与佩西接壤的市镇（或旧市镇、城区）包括：隆加日、布瓦德拉皮埃尔、卡尔博讷、格拉唐斯、拉菲特维戈尔达讷。

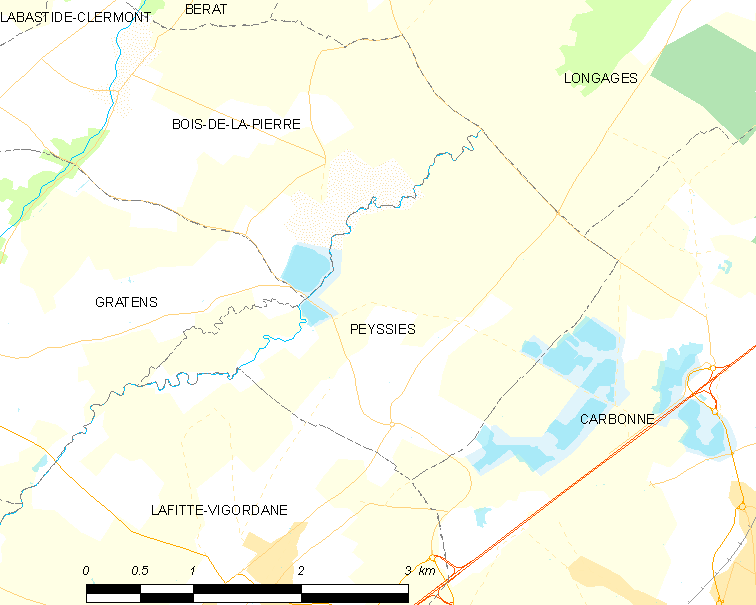
的OSM定位图

佩西的时区为UTC+01:00、UTC+02:00（夏令时）。

## 行政
佩西的邮政编码为31390，INSEE市镇编码为31416。

## 政治
佩西所属的省级选区为欧特里沃县。

## 人口

1962-2008年间人口变化图示

佩西于2022年1月1日时的人口数量为687人。